# کاتیون آمونیوم نوع چهارم

ساختار شیمیایی یک کاتیون آمونیوم نوع چهارم که در آن Rها می‌توانند گروه آلکیل یا آریل یا هر شاخه جانبی دیگری باشند.

کاتیون آمونیوم نوع چهارم (به انگلیسی: Quaternary ammonium cation) که به اختصار quats نیز گفته می شود، یک نوع کاتیون چنداتمی با فرمول کلی NR4+ است که در آن R نشان دهنده یک گروه آلکیل یا آریل است.